# Якская церковь
Якская церковь (венг. Jáki templom) — монументальная базилика бывшего бенедиктинского аббатства Святого Яка в селе Як в медье Ваш.
Церковь является выдающимся, почти символическим произведением венгерской романской архитектуры. Это уникальный сохранившийся образец венгерских средневековых родовых монастырей, привлекающий внимание своим художественным богатством и мастерским размещением, вписывающимся в ландшафт.
Судя по стилю, церковь была основана, вероятно, около 1220 года и освящена в 1256 году в честь Святого Георгия. Планы могли меняться несколько раз в ходе строительства, о чем свидетельствуют различные неровности. Её история полна потрясений: она пострадала от пожаров, штормов и турок, её приходилось восстанавливать несколько раз. Последняя крупная реконструкция проводилась между 1896 и 1904 годами по проекту Фридьеша Шулека.
Самая известная его часть — уменьшающийся вовнутрь многочастный главный вход, украшенный нормандскими мотивами, а над ним в тимпане изображен Иисус с ангелами и апостолами.
Напротив главного фасада церкви находится небольшая часовня — часовня Святого Иакова. Это была средневековая церковь Иакова, поскольку монастырской церкви не разрешалось функционировать как приход.

## Расположение

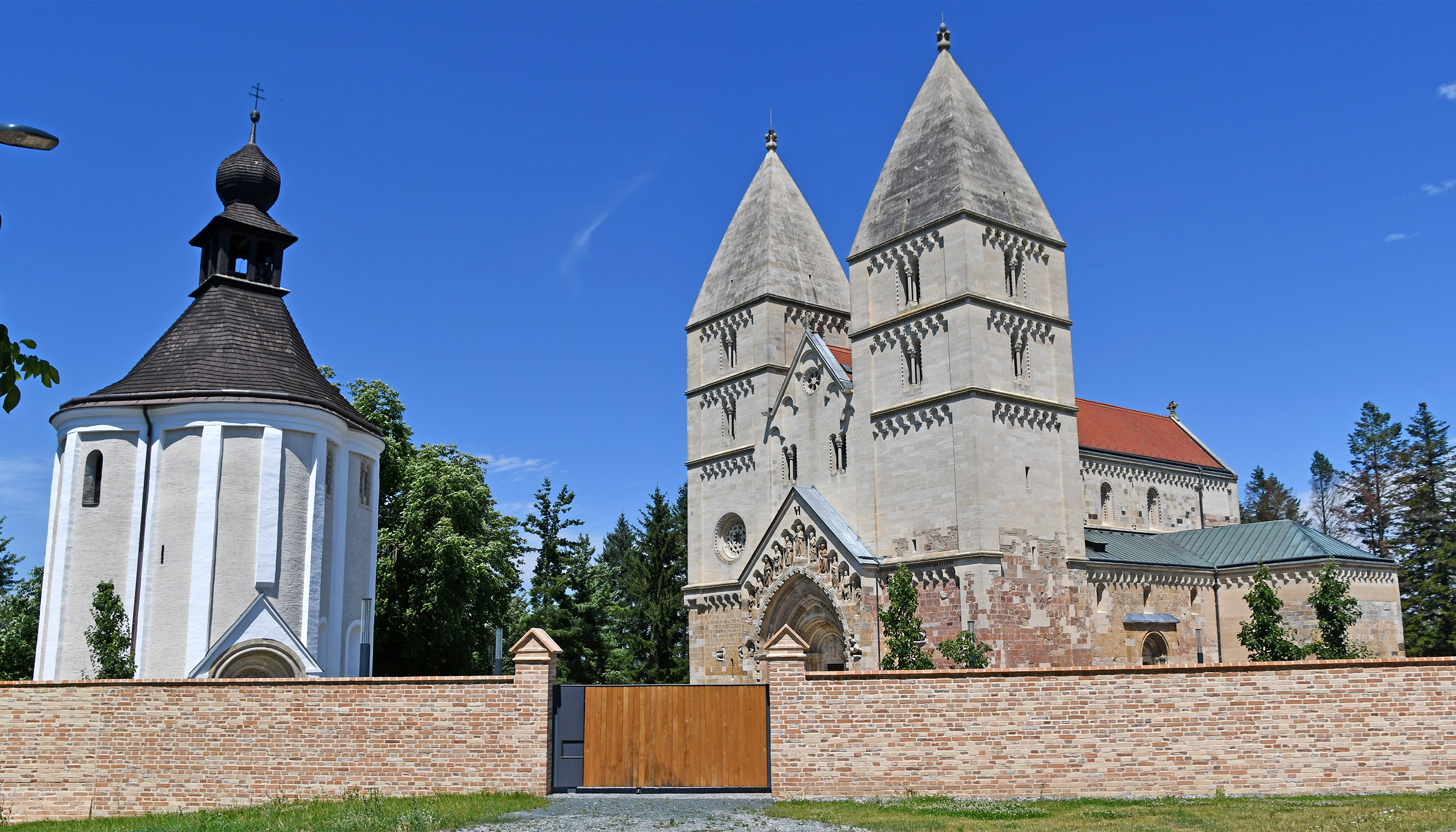
Часовня Святого Иакова слева, церковь аббатства справа.

Расположение Яка в центральной части холмистого региона среди окружающих поселений свидетельствует о том, что задолго до основания аббатства он был резиденцией и центром поместья рода Яков, игравшего видную роль в жизни региона.
О происхождении клана Як имеется мало информации. Согласно последним исследованиям, они могли быть родственниками цаков или же откололись от этого племени. Это, по-видимому, подтверждается тем фактом, что род упоминается в нескольких версиях на протяжении всей истории (Ghak, Tyak, Chak и т. д.). Считается, что клан Чак произошел от Сабольча, самого высокопоставленного лидера после Арпада. Основателем церкви был Мартон Яки Надь, упоминаемый между 1221 и 1230 годами, первый дворянин, упомянутый как таковой в документе. Свидетельством его богатства и могущества также является тот факт, что он начал строительство одной из самых монументальных церквей своего времени в центре своих поместий, чтобы она возвышалась над ландшафтом на протяжении столетий как достойный памятник его имени и роду.
На основании стилистических особенностей основание монастыря можно датировать примерно 1220 годом. Это подтверждается королевской грамотой от 1325 года, в которой король Карл Роберт просит Вашварский капитул определить, кто имеет право покровительства монастырю Як. В этом стихе к основателю уже обращаются с прилагательным «Великий» (Comes Marthinus Magnus) и особо упоминается, что он был строителем монастыря Святого Георгия (monasterium Sancti Georgii Jaak). Неизвестный автор в XVII веке написал на сертификате интересный расчет, в котором он рассчитал возраст монастыря на основе данных, доступных на тот момент. Настоятель монастыря упоминается в документах уже в 1223 году, известна также дата освящения церкви: 1256 год. 2 мая. Строитель освятил церковь в честь Святого Георгия, святого рыцаря Византийской церкви, изображение которого также было написано на стене за главным алтарем.
Поскольку в средневековых монастырских церквях не допускались приходские функции, около 1250 года для деревни была построена отдельная церковь, которая стала часовней Святого Иакова.

## Сроки строительства
Если взглянуть на план церкви, то становится очевидным, что внутренние группы столбов и группы колонн на внешней стороне бокового нефа не выровнены. Также можно заметить, что снаружи имеется пять наборов колонн, а внутри — только четыре. Места соединения апсид и нефов также не гармонируют. Все эти несоответствия и нарушения свидетельствуют о неоднократных перерывах в процессе строительства и неоднократных изменениях первоначального плана.

### Первый этап
В начале строительства церкви планировалось построить трехнефную базилику с тремя полукруглыми апсидами, разделенную пятью рядами колонн, поддерживающих деревянный потолок. Соответственно были построены также северная стена церкви и боковая апсида. В ходе исследований перед нынешними главными воротами также были обнаружены остатки фундамента запланированной сторожки. Однако работа была прервана, и план был изменен.

### Второй этап
Изменение, вероятно, было необходимо в связи с увеличением численности прихожан монастыря, что потребовало размещения в алтаре возросшего числа священнослужителей. Поэтому предыдущий план был расширен за счет установки прямоугольной секции перед святилищем, а количество внутренних колонн было сокращено. Это изменило внутренние пропорции церкви. Смерть главного строителя могла стать причиной остановки строительства, и работы продолжились в соответствии с идеями нового главного строителя.
Резьба, украшающая церковь, была завершена во время второго этапа строительства. Это было сделано мастерами, владевшими более продвинутой техникой, имевшими высочайший уровень знаний в области резьбы по камню и скульптуры того времени, знакомыми с методами возведения сводов, применявшимися во Франции и Германии, а также геометрическими элементами нормандского декора. Вероятно, они сами принимали участие в строительстве многих западноевропейских церквей. В это время были завершены строительство стены, окружающей церковь, богато украшенных главных ворот и двух башен, алтарной галереи, свода нефов и опорной системы, поддерживающей свод. В это же время были возведены своды притвора и алтаря. Однако работы были прерваны во второй раз, в чем, вероятно, сыграла свою роль смерть строителя, но нельзя исключать и разрушения в результате татарского нашествия. Однако даже если татары и достигли Яка, они не нанесли больших разрушений, так как строительство продолжалось и позже.

### Третий этап
Третий этап строительства, завершение, начался лишь после татарского нашествия. Причиной этого может быть то, что предыдущие строители бежали или уехали, а дальнейшее строительство продолжили другие, вероятно, бригада, набранная из задунайских каменщиков. Эти люди уже не были знакомы с современной и высококачественной техникой прыжков, применявшейся ранее, поэтому они покрыли северный проход по своему собственному обычаю. На обоих кораблях остались только деревянные потолки. Наконец, завершенная церковь была освящена в 1256 году.

## История
История церкви тесно связана с историей построенного рядом с ней монастыря, о котором мы мало что знаем, хотя достоверно известно, что он несколько раз переходил из рук в руки. В 1455 году замок был передан Бертольду Элдербаху, а затем его сын оставил его по завещанию Тамашу Бакоцу, так что до недавнего времени он принадлежал наследникам Бакоца — семье Эрдёди.
1532 год стал переломным в жизни монастыря. В это время турки, осаждавшие Кёсег, также напали на монастырь и сильно повредили его вместе с церковью. В это время также были обезглавлены статуи храма, находившиеся в пределах досягаемости. После ухода турок монахи, вероятно, вернулись, но после 1562 года вся монастырская жизнь, несомненно, прекратилась.
Заброшенное здание было подожжено жителями Сомбатхея в 1576 году. Ущерб, нанесенный церкви, не мог быть столь серьезным, поскольку она была восстановлена, а затем, между 1660 и 1666 годами, аббат Ференц Фольнай провел в ней крупные строительные работы. Это было необходимо из-за повреждений, вызванных предыдущим ударом молнии. В то время часть монастыря была снесена, настоятель перестроил южную стену, а поврежденный южный ряд столбов заменили квадратными, грубыми настенными столбами. Вместо обгоревшего деревянного потолка он построил цилиндрический свод в двух нефах, а также надстроил этаж над южным проходом и ризницей. Он прорезал в северной стене окна в стиле барокко. В 1733—1735 годах башни были увенчаны луковичными шапками, которые были серьезно повреждены штормом 1785 года; в это время на их вершинах были возведены пирамидальные кирпичные шапки.
Последняя крупная реконструкция церкви проводилась между 1896 и 1904 годами по проекту Фридьеша Шулека. При этом они стремились восстановить первоначальный облик церкви и, в соответствии с принципами сохранения памятников того времени, провели неоправданно значительные перестройки, не всегда стремясь сохранить первоначальные части. Резьба на декоративных воротах, находившаяся в плохом состоянии, была заменена, а в тимпане над воротами вырезан новый рельеф . Была восстановлена первоначальная высота башен, а вместо барочных шлемов были скопированы оригинальные каменные шлемы церкви Жамбека. Поврежденные участки стен были заменены, барочные окна заложены кирпичом, а верхний этаж южного нефа снесен. Была восстановлена внешняя резьба здания, часть оригинальной резьбы была перевезена в Музей изящных искусств в Будапеште, а часть — в Сомбатхей, в каменную галерею музея Савария.
В 2013 году фасад церкви был отреставрирован за счет государственного гранта в размере 150 миллионов форинтов.
В 2024 году церковь и ее окрестности подверглись полной внешней и внутренней реконструкции, на которую было выделено два миллиарда форинтов государственного финансирования.

## Внешний вид
Церковь прекрасно вписывается в окружающий ландшафт; Благодаря своему удачному расположению он хорошо виден на расстоянии 10-15 км и как будто доминирует над местностью. Его приземистый, массивный силуэт привлекает внимание издалека.
С южной стороны церковь окружена стеной, а войти на ее территорию можно через богато украшенные ворота, построенные во времена аббата Фольнея (в 1663 году). Ворота украшены гербами аббата, построившего их. Входя через ворота, перед нами открывается южная сторона церкви, южные ворота которой служили входом для мирян. Ворота намного меньше главных ворот и гораздо менее богато украшены, но их плетеные колонны, украшенные листьями, рельефное изображение ягненка и окружающий их орнамент в виде дракона заслуживают внимания. Войти в церковь можно здесь. Повернув налево, мы увидим часовню Святого Иакова с западной стороны церкви, а затем, оставив позади ряд башен, мы увидим величайшее сокровище венгерской романской архитектуры — богато украшенные главные ворота.
Базилика имеет три нефа и две фасадные башни. Ворота между башнями являются самыми богато украшенными воротами позднего романского стиля в Венгрии. На внешней стороне церкви, и особенно в трех полукруглых святилищах, можно увидеть разнообразные по форме и декору скульптурные произведения. Церковь отличается впечатляющим внешним видом и сбалансированными внутренними пропорциями, резными и расписными украшениями. Считается одной из самых красивых «семейных монастырских церквей».
Вид богато украшенных главных ворот с первого взгляда наполняет наблюдателя изумлением, и это не совпадение, поскольку мастер-строитель сосредоточил здесь почти все украшения. Он спроектировал ворота со многими секциями, углубляющимися внутрь здания, закрытые треугольным фронтоном, который разделен на сами ворота и фасадную стену, украшенную скульптурами. Все покрыто разнообразным и богатым декором, созданным методом так называемого «серпантина» с использованием геометрических узоров. Для него характерен нормандский декоративный стиль. Два фигурных украшения интерьера — львы, охраняющие две стороны входа — к сожалению, являются лишь копиями оригиналов.
В арке над входом изображен Христос, восседающий на троне между двумя ангелами . На фасаде надвратной башни находятся жемчужины венгерской романской скульптуры — статуи Христа и 12 апостолов в натуральную величину, стоящие в ступенчатых нишах с выступающими проемами, разделенными колоннами. К сожалению, оригинальными являются только головы Христа и двух апостолов, стоящих рядом с ним, остальные подверглись разрушению турками и были заменены позднее, в эпоху барокко. Статуи двух апостолов можно было разместить только на фасадах башен. В нишах по обеим сторонам ворот находятся статуи Марии с младенцем на руках и Самсона, сражающегося со львом .
Северная сторона церкви менее богато украшена. Стена украшена тройными полуколоннами, а арки главного карниза украшены изображениями животных и лиственными орнаментами. В последней части можно увидеть рельефное изображение верующего, побеждающего драконов. Святилище снова стало более богато украшенным. Двухэтажная главная апсида окружена двумя более низкими боковыми апсидами. Колонны, разделяющие апсиды, поддерживают главный карниз с лиственным декором на главной апсиде и шахматным декором на боковых апсидах. Оконные проемы украшены небольшими колоннами и шарообразными орнаментами. Капители колонн украшены фигурами растений и животных, а окна главной апсиды имеют рамы, украшенные палочками или зубцами. Первый этаж украшен четырьмя нишами со слепыми арками и статуями внутри. Минуя ризницу, возвращаемся на южную сторону церкви, к южным воротам.

## Интерьер

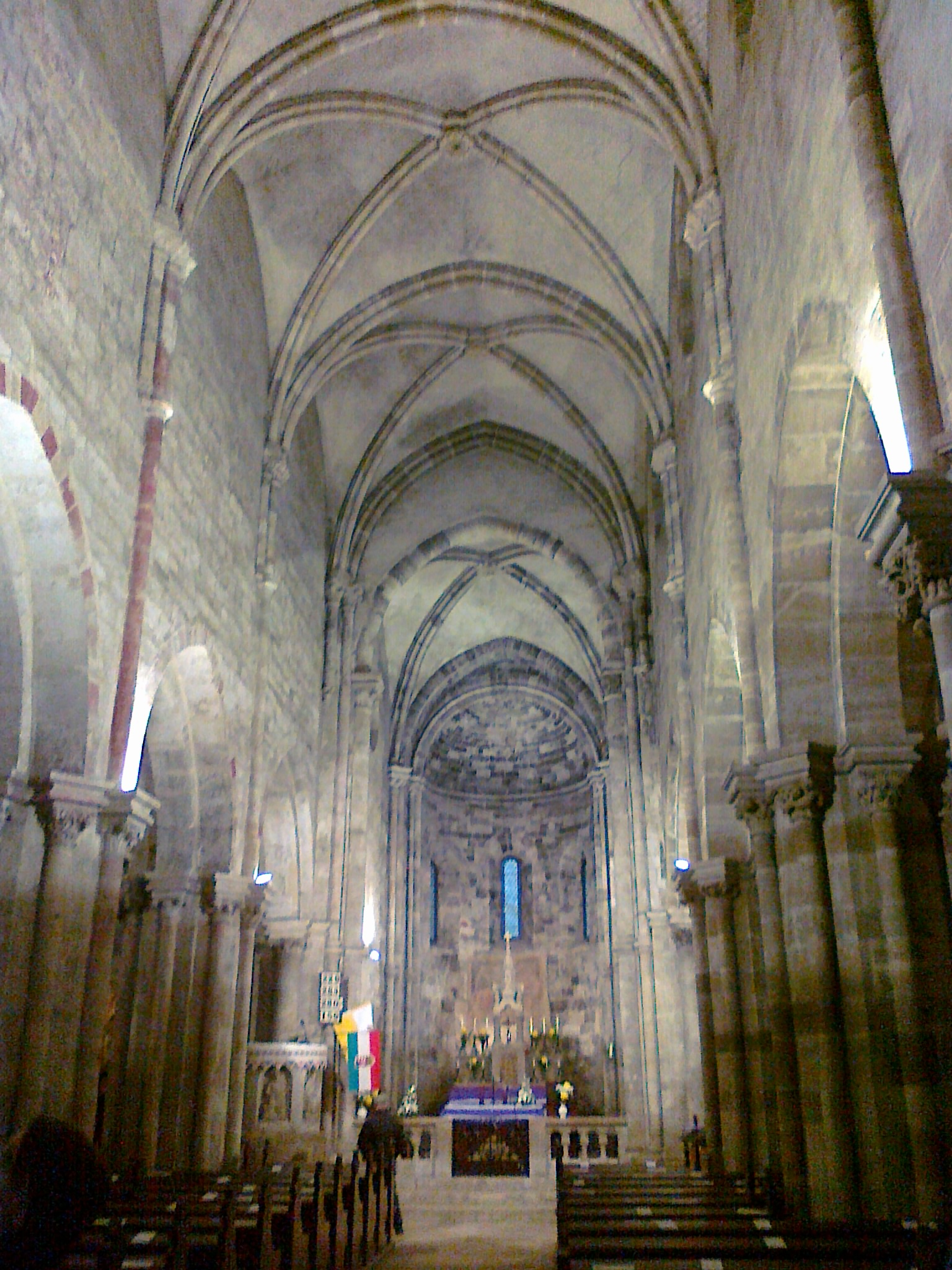
Интерьер

Входя в ворота, церковь кажется темной из-за небольшого размера окон-иллюминаторов, но огромные размеры трехнефного романского интерьера церкви все равно очевидны. Над главным входом изнутри возвышается двухэтажная парадная галерея; Благодаря своим большим размерам он мог даже служить отдельной часовней. На стене за органом вы можете увидеть тройную зону отдыха с замком в виде клеверного листа; Когда-то это была резиденция покровителя.
Главный неф и боковой проход разделены восьмиугольными столбами, с каждой стороны которых возвышается колонна. Капители колонн украшены цветочным или драконьим орнаментом, окаймленным лентой с бутонами и бисером. В боковых нефах тяжесть свода выдерживают камни-хранители, богато украшенные виноградными лозами и листьями. Остатки прежних фресок можно увидеть в главном святилище и в основании башни. На них изображена битва Святого Георгия с драконом в святилище, основатель Мартон Яки Надь и его окружение в башне, основание церкви, молящийся основатель и его смерть.
Статуя Марии на алтаре бокового святилища слева датируется XV веком и первоначально стояла на главном алтаре часовни Святого Иакова. Его алтарные образы относятся к XVIII веку и датируются 1705 годом. В ризнице находится восемь картин XVIII века.